# Coucou montagnard
Cercococcyx montanus
Espèce
Statut de conservation UICN

 LC  : Préoccupation mineure
Le Coucou montagnard (Cercococcyx montanus) est une espèce d'oiseau de la famille des Cuculidae.

## Répartition
Son aire de répartition s'étend sur la République démocratique du Congo, le Rwanda, le Burundi, l'Ouganda, le Kenya, la Tanzanie, la Zambie, le Malawi, le Zimbabwe et le Mozambique.

## Liste des sous-espèces
- Cercococcyx montanus montanus (Chapin, 1928) — forêts d'altitude du rift Albertin ;
- Cercococcyx montanus patulus (Friedmann, 1928) — aires disjointes à travers l'Afrique de l'Est.